# 阪神高速3号神戸線
阪神高速3号神戸線（はんしんこうそく3ごうこうべせん、Route 3 Kobe Line）は、大阪府大阪市西区の阿波座JCTから、兵庫県神戸市須磨区の第二神明道路（月見山）へ至る阪神高速道路の路線。

## 概要
尼崎東 - 摩耶間は国道43号と、摩耶 - 若宮間は国道2号と並走する。また海老江 - 生田川間は阪神本線にほぼ隣接した区間を通っている。
以前は、大阪方面から3号神戸線で神戸市内に入ると、案内標識の最終方面に「第二神明」と表示してあったが、現在は「姫路」に変更されている。
大阪市内・神戸市内にそれぞれ「阿波座カーブ」・「若宮カーブ」と呼ばれる急カーブがある。前後区間は、事故多発地帯として著名である。

### 路線名
- 大阪府道高速大阪西宮線 : 大阪市西区西本町三丁目 - 大阪市西淀川区佃七丁目
- 兵庫県道高速大阪西宮線 : 尼崎市東本町一丁目 - 西宮市今津水波町
- 兵庫県道高速神戸西宮線 : 神戸市須磨区月見山町三丁目 - 西宮市今津水波町（湊川JCT以西は一般国道2号と重複）

### 道路規格
- 道路区分 : 第2種第2級
- 設計速度 : 60km/h（大阪市福島区大開（海老江出入口付近）から神戸市灘区新在家（魚崎出入口-摩耶出入口の間）は設計速度80km/h、若宮出入口以西は50km/h）
- 車線数 : 往復4車線（6車線（海老江JCT - 武庫川出入口）
- 出入口 : C規格、設計速度 40km/h

## 出入口など
- 施設名欄の背景色が■である部分は施設が供用されていない、または完成していないことを示す。未開通区間の名称は仮称。
- 路線名の特記がないものは市道。尼崎東出口-魚崎出入口については並行する国道43号と各出入口で接続しているため路線名からは除いている。
- 略字は、JCTはジャンクション、ICはインターチェンジ、PAはパーキングエリア、TBは本線料金所をそれぞれ示す。

| 出入口 番号               | 施設名         | 接続路線名                           | 起点 から (km) | 備考                                                                 | 所在地       | 所在地       | 所在地   |
| ------------------------- | -------------- | ------------------------------------ | -------------- | -------------------------------------------------------------------- | ------------ | ------------ | -------- |
| -                         | 阿波座JCT      | 16号大阪港線 環状線・阿波座方面      | 0.0            |                                                                      | 大阪府大阪市 | 大阪府大阪市 | 西区     |
| 3-01                      | 西長堀出入口   | 新なにわ筋                           | 0.3            | 神戸方面出入口                                                       | 大阪府大阪市 | 大阪府大阪市 | 西区     |
| 3-02                      | 中之島西出入口 | 中之島通 大阪臨海線                  | 0.9            | 神戸方面出入口 入口はETC専用 1号環状線堂島入口 乗継                  | 大阪府大阪市 | 大阪府大阪市 | 北区     |
| 3-03                      | 海老江出入口   | 九条梅田線                           | 3.1            | 神戸方面出入口 入口はETC専用                                         | 大阪府大阪市 | 大阪府大阪市 | 福島区   |
| -                         | 海老江JCT      | 2号淀川左岸線                        | 3.2            | 神戸方面接続                                                         | 大阪府大阪市 | 大阪府大阪市 | 福島区   |
| 3-04                      | 姫島出入口     |                                      | 4.2            | 大阪市内方面出入口 入口はETC専用                                     | 大阪府大阪市 | 大阪府大阪市 | 西淀川区 |
| 3-05                      | 大和田出入口   | 淀川通                               | 5.1            | 神戸方面出入口 入口はETC専用                                         | 大阪府大阪市 | 大阪府大阪市 | 西淀川区 |
| 3-06                      | 尼崎東出口     |                                      | 7.0            | 大阪方面からの出口                                                   | 兵庫県       | 尼崎市       | 尼崎市   |
| -                         | 尼崎PA         |                                      | 7.7            | 大阪方面のみ                                                         | 兵庫県       | 尼崎市       | 尼崎市   |
| -                         | 尼崎TB         |                                      |                | 大阪方面、2016年10月31日廃止                                         | 兵庫県       | 尼崎市       | 尼崎市   |
| 3-07                      | 尼崎西出入口   |                                      | 10.7           | 神戸方面出入口                                                       | 兵庫県       | 尼崎市       | 尼崎市   |
| 3-08                      | 武庫川出入口   | 西宮・甲子園方面                     | 11.9           | 大阪方面出入口                                                       | 兵庫県       | 西宮市       | 西宮市   |
| 3-09                      | 西宮IC         | E1 名神高速道路 京都・名古屋方面     | 14.5           | 神戸方面接続                                                         | 兵庫県       | 西宮市       | 西宮市   |
| 3-10                      | 西宮出入口     | 甲子園方面                           | 16.8           | 神戸方面出入口                                                       | 兵庫県       | 西宮市       | 西宮市   |
| 3-11                      | 芦屋出入口     |                                      | 17.4           | 大阪方面出入口                                                       | 兵庫県       | 芦屋市       | 芦屋市   |
| -                         | 芦屋TB         | -                                    |                | 西行                                                                 | 兵庫県       | 芦屋市       | 芦屋市   |
| 3-12                      | 深江出入口     |                                      | 21.4           | 姫路方面出入口                                                       | 兵庫県       | 神戸市       | 東灘区   |
| 3-13                      | 魚崎出入口     | 六甲アイランド方面                   | 22.7           | 大阪方面出入口                                                       | 兵庫県       | 神戸市       | 東灘区   |
| 3-14                      | 摩耶出入口     | 摩耶埠頭線                           | 27.3           | 大阪方面出入口                                                       | 兵庫県       | 神戸市       | 灘区     |
| 3-15                      | 摩耶出入口     | 摩耶埠頭線                           | 27.3           | 姫路方面出入口 5号湾岸線 住吉浜出入口 乗継                           | 兵庫県       | 神戸市       | 灘区     |
| 3-16                      | 生田川出入口   | 国道2号（入口のみ） 神戸空港方面     | 29.6           | 32号新神戸トンネル 国道2号出入口 乗継（ETC車限定）                   | 兵庫県       | 神戸市       | 中央区   |
| 3-17                      | 京橋出入口     | ポートアイランド・ハーバーランド方面 | 30.8           | 大阪方面出入口                                                       | 兵庫県       | 神戸市       | 中央区   |
| -                         | 京橋PA         | -                                    | 30.8           |                                                                      | 兵庫県       | 神戸市       | 中央区   |
| 3-18                      | 京橋出入口     | 神戸空港・ポートアイランド方面       | 30.8           | 姫路方面出入口 5号湾岸線 住吉浜出入口 乗継（ハーバーハイウェイ経由） | 兵庫県       | 神戸市       | 中央区   |
| 3-19                      | 柳原出入口     | 国道2号                              | 34.2           | 大阪方面出入口                                                       | 兵庫県       | 神戸市       | 兵庫区   |
| 3-20                      | 柳原出入口     | 国道2号                              | 34.2           | 姫路方面出入口                                                       | 兵庫県       | 神戸市       | 兵庫区   |
| 3-21                      | 湊川出入口     |                                      | 36.1           | 大阪方面出入口                                                       | 兵庫県       | 神戸市       | 長田区   |
| -                         | 湊川JCT        | 31号神戸山手線                       | 36.1           | 大阪方面接続                                                         | 兵庫県       | 神戸市       | 長田区   |
| 3-22                      | 湊川出入口     |                                      | 36.1           | 姫路方面出入口 入口はETC専用                                         | 兵庫県       | 神戸市       | 長田区   |
| 3-23                      | 若宮出入口     | 国道2号                              | 38.1           | 大阪方面出入口                                                       | 兵庫県       | 神戸市       | 須磨区   |
| 3-24                      | 月見山出入口   | 神戸明石線                           | 39.4           | 大阪方面出入口                                                       | 兵庫県       | 神戸市       | 須磨区   |
| 3-25                      | 月見山出入口   | -                                    | 39.6           | 第二神明道路接続部 一般道との接続なし                                | 兵庫県       | 神戸市       | 須磨区   |
| E93 第二神明道路 明石方面 |                |                                      |                |                                                                      |              |              |          |

## 歴史
- 1966年（昭和41年）10月18日 : 京橋出入口 - 柳原出入口間開通。
- 1968年（昭和43年）7月30日 : 生田川出入口 - 京橋出入口間・柳原出入口-若宮出入口間開通。
- 1969年（昭和44年）
  - 4月25日 : 若宮出入口 - 月見山出入口間開通。
  - 8月1日 : 摩耶出入口 - 生田川出入口間開通。
- 1970年（昭和45年）
  - 2月23日 : 西宮IC - 摩耶出入口間開通、名神高速道路と接続。
  - 3月8日 : 月見山出入口で第二神明道路と直結。
- 1981年（昭和56年）6月27日 : 阿波座JCT-西宮IC間開通に伴い全線開通。

- 1995年（平成7年）

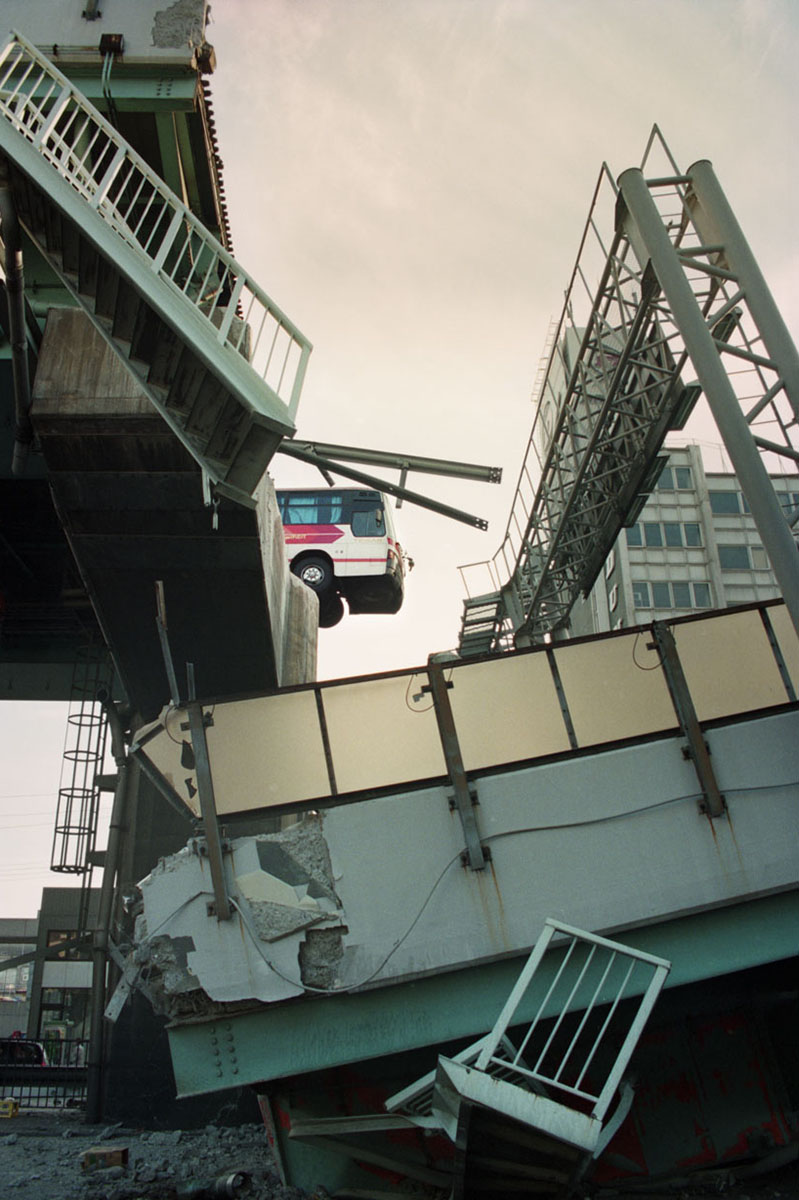
兵庫県南部地震で阪神高速道路が崩壊し、転落しそうになった観光バス。

  - 1月17日 : 兵庫県南部地震（阪神・淡路大震災）により全線にわたり損傷し、東灘区において全長635mにわたって高架橋が横倒しになるなど[1][2][3]、甚大な被害が発生。
  - 2月25日：姫島出入口 - 武庫川出入口間が復旧[4]。ただし、一般車は武庫川出入口で接続する国道43号の通行規制のため尼崎東出口までの通行となる[4]。
- 1996年（平成8年）
  - 2月19日 : 摩耶出入口 - 京橋出入口間復旧[5]。
  - 7月17日 : 京橋出入口 - 柳原出入口間復旧[6]。
  - 8月10日 : 深江出入口 - 摩耶出入口間[6]。
  - 8月31日 : 柳原出入口 - 月見山出入口間復旧[6]。
  - 9月30日 : 武庫川出入口 - 深江出入口間が再開し、全線復旧[7]。
- 2008年（平成20年）5月26日 - 31日 : 芦屋出入口 - 摩耶出入口間で初めて終日通行止を伴った集中工事を実施（これまでは終日車線規制のみ）。
- 2010年（平成22年）12月18日 : 湊川JCT開通に伴い31号神戸山手線と接続。
- 2013年（平成25年）5月25日 : 海老江JCT開通に伴い2号淀川左岸線と接続。海老江JCT - 姫島出入口間を6車線化。
- 2015年（平成27年）5月27日 - 6月3日：武庫川出入口 - 深江出入口間で終日通行止を伴った集中工事。
- 2016年（平成28年）11月1日 - 9日：阿波座JCT - 尼崎西出入口間で終日通行止を伴った集中工事。これに合わせて尼崎本線料金所での料金収受を終了し、料金所設備も撤去[8]。
- 2019年（平成31年/令和元年）
  - 3月19日 : 尼崎PA供用再開[9]。
  - 5月24日 - 6月3日 : 湊川出入口 - 京橋出入口間で終日通行止を伴った集中工事が実施される。
- 2022年（令和4年）4月15日 - 4月25日 : 摩耶出入口 - 芦屋出入口間で終日通行止を伴ったリニューアル工事が実施される[10]。
- 2023年（令和5年）5月19日 - 6月7日：京橋出入口 - 摩耶出入口間で終日通行止を伴ったリニューアル工事が実施される[11]。

## 路線状況
西宮市のいわゆる宮水地帯では、宮水の水質維持のために橋脚の間隔が極めて広く取られており、水質保全がなされている。

### 車線・最高速度
| 区間                  | 車線 上下線=上り線+下り線 | 最高速度 |
| --------------------- | ------------------------- | -------- |
| 阿波座JCT - 中之島西  | 4=2+2                     | 40 km/h  |
| 中之島西 - 海老江JCT  | 4=2+2                     | 60 km/h  |
| 海老江JCT - 武庫川    | 6=3+3                     | 60 km/h  |
| 武庫川 - 若宮         | 4=2+2                     | 60 km/h  |
| 若宮 - 第二神明接続部 | 4=2+2                     | 50 km/h  |

### 道路情報ラジオ
- 海老江（中之島西 - 姫島）
- 尼崎（尼崎東 - 尼崎西）
- 西宮（西宮IC - 芦屋TB）
- 魚崎（深江 - 魚崎）
- 京橋（生田川 - 京橋）
- 若宮（若宮 - 月見山）

阪神高速の道路情報ラジオの冒頭は「こちらは阪神高速路側○○（局名）です。午前（午後）○○時○○分現在の道路情報をお知らせします。」と放送される。

### 所轄警察
- 大阪府警察高速道路交通警察隊阪神四ツ橋分駐所 : 大阪府内
- 兵庫県警察高速道路交通警察隊京橋分駐隊 : 兵庫県内[12]

### 交通量
24時間交通量（台）　道路交通センサス
| 区間                          | 平成17（2005）年度 | 平成22（2010）年度 | 平成27（2015）年度 | 令和3（2021）年度 |
| ----------------------------- | ------------------ | ------------------ | ------------------ | ----------------- |
| 阿波座JCT - 西長堀出入口      | 73,368             | 50,811             | 48,808             | 52,791            |
| 西長堀出入口 - 中之島西出入口 | 73,368             | 50,589             | 52,352             | 57,116            |
| 中之島西出入口 - 海老江出入口 | 73,368             | 64,048             | 62,467             | 63,747            |
| 海老江出入口 - 海老江JCT      | 73,368             | 67,307             | 67,605             | 63,747            |
| 海老江JCT - 姫島出入口        | 73,368             | 67,307             | 71,960             | 69,078            |
| 姫島出入口 - 大和田出入口     | 73,368             | 64,204             | 67,652             | 66,878            |
| 大和田出入口 - 尼崎東出口     | 73,368             | 66,430             | 71,246             | 71,176            |
| 尼崎東出口 - 尼崎西出入口     | 75,749             | 63,457             | 62,079             | 66,903            |
| 尼崎西出入口 - 武庫川出入口   | 75,749             | 71,790             | 74,166             | 73,793            |
| 武庫川出入口 - 名神西宮IC     | 75,749             | 54,413             | 59,898             | 59,072            |
| 名神西宮IC - 西宮出入口       | 95,174             | 82,156             | 84,353             | 78,663            |
| 西宮出入口 - 芦屋出入口       | 95,174             | 100,377            | 97,498             | 92,338            |
| 芦屋出入口 - 深江出入口       | 95,174             | 88,114             | 85,967             | 80,404            |
| 深江出入口 - 魚崎出入口       | 73,408             | 95,657             | 91,958             | 88,073            |
| 魚崎出入口 - 摩耶出入口       | 73,408             | 86,782             | 82,841             | 78,226            |
| 摩耶出入口 - 生田川出入口     | 73,408             | 99,954             | 94,387             | 89,664            |
| 生田川出入口 - 京橋出入口     | 73,408             | 88,067             | 83,150             | 79,145            |
| 京橋出入口 - 柳原出入口       | 73,408             | 93,141             | 88,729             | 84,889            |
| 柳原出入口 - 湊川JCT/出入口   | 73,408             | 84,955             | 88,124             | 84,504            |
| 湊川JCT/出入口 - 若宮出入口   | 73,408             | 83,158             | 66,262             | 68,750            |
| 若宮出入口 - 月見山出入口     | 73,408             | 77,621             | 64,927             | 65,171            |

（出典：「平成22年度道路交通センサス」・「平成27年度全国道路・街路交通情勢調査」（国土交通省ホームページ）より一部データを抜粋して作成）
- 令和2年度に実施予定だった交通量調査は、新型コロナウイルスの影響で延期された[13]。

阪神高速神戸線は大阪と神戸間を結んでいる関係上、平日休日問わず全線を通して交通量が非常に多く、渋滞が激しい。特に西行きは生田川を先頭に非常に長い渋滞が起きやすく、東行きは深江や摩耶を先頭にした渋滞が日常化している。10数キロの発生が日常茶飯事で、「日本一長い渋滞が発生する都市高速」とも言われている。

## 諸問題

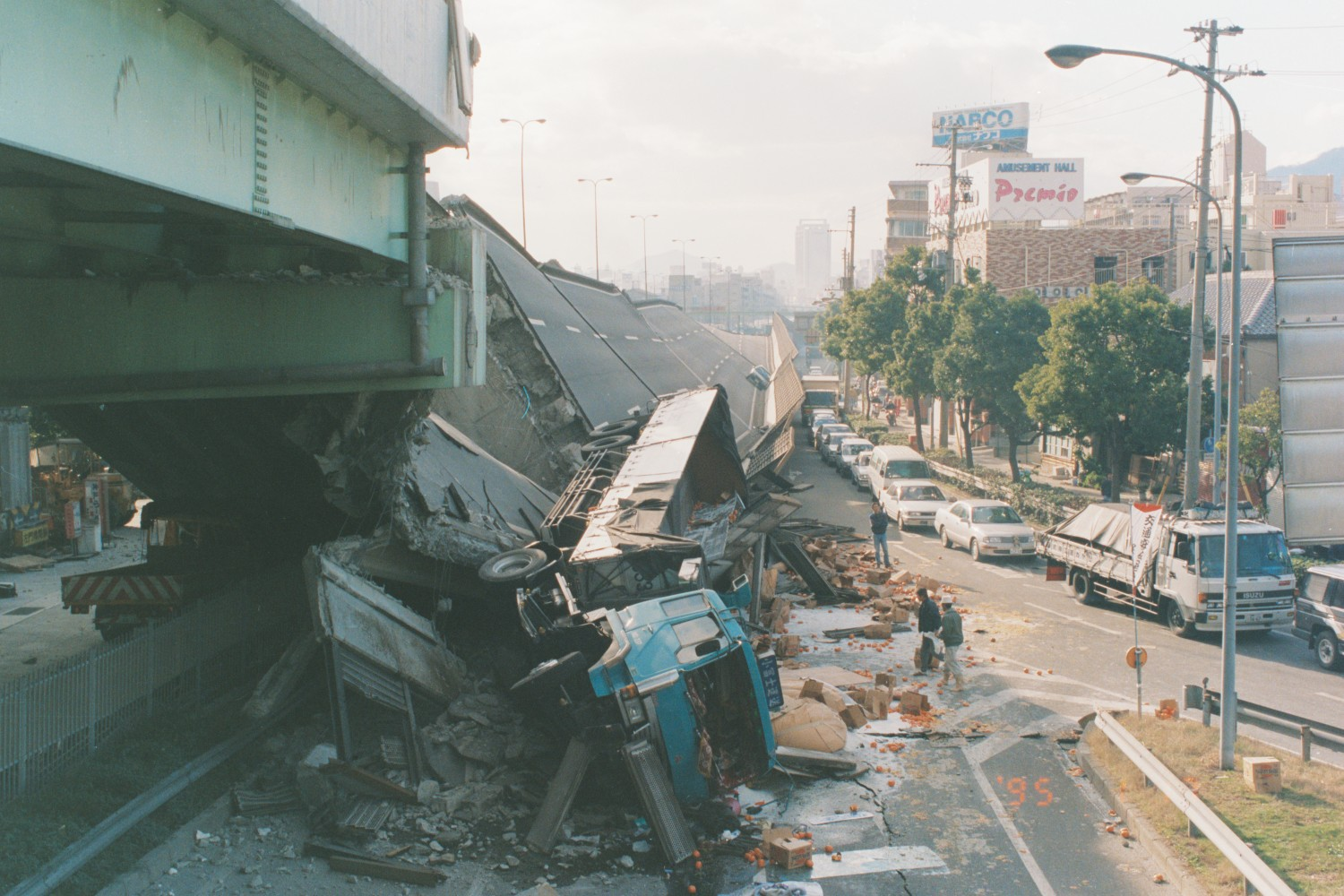
阪神・淡路大震災による高架橋の崩壊（但し画像は阪神高速ではない）

3号神戸線は1995年（平成7年）1月17日の阪神・淡路大震災によって、神戸市東灘区の深江出入口付近の区間で橋脚が500メートルに渡り山側へ倒壊するなど、兵庫県内の区間において甚大な被害を出したことで知られる。施工不良が疑われたが、原因究明よりも一日も早い復旧が優先された結果、沿線への公害の問題も含めて根本的な問題解決がなされていないという指摘がある。全面復旧は1996年（平成8年）9月30日であった。3号神戸線が倒壊している写真は、震災当時の被害の甚大さを表す写真の中でも、最も有名な写真の一つである。
国道43号問題と合わせた道路公害問題解決のために、公害等調整委員会の斡旋に基づき、5号湾岸線を利用する大型車の料金を200円割引することで大型車の湾岸線への移行を促進するロードプライシングが試行された。しかし湾岸線の神戸側が未完成であることや割引が魅力的でなかったことなどにより、見るべき成果は得られなかった。また、兵庫県の「環境の保全と創造に関する条例」によって行われている大型車の排出ガス規制では、3号神戸線も兵庫県境 - 摩耶出入口間で規制対象となっており、規制対象の車両は通過もできないため、5号湾岸線もしくは中国自動車道に迂回する必要がある。
京橋出入口以西は交通集中率が非常に高く、なおかつ車線が少ない（往復4車線）ために渋滞が頻発している。7号北神戸線・31号神戸山手線などの延伸で幾分は改善はされた。2016年度には大阪湾岸道路西伸部（六甲アイランド北出入口 - 駒栄出入口間）が事業化され、開通時には3号神戸線の渋滞緩和が見込まれている。

## ギャラリー

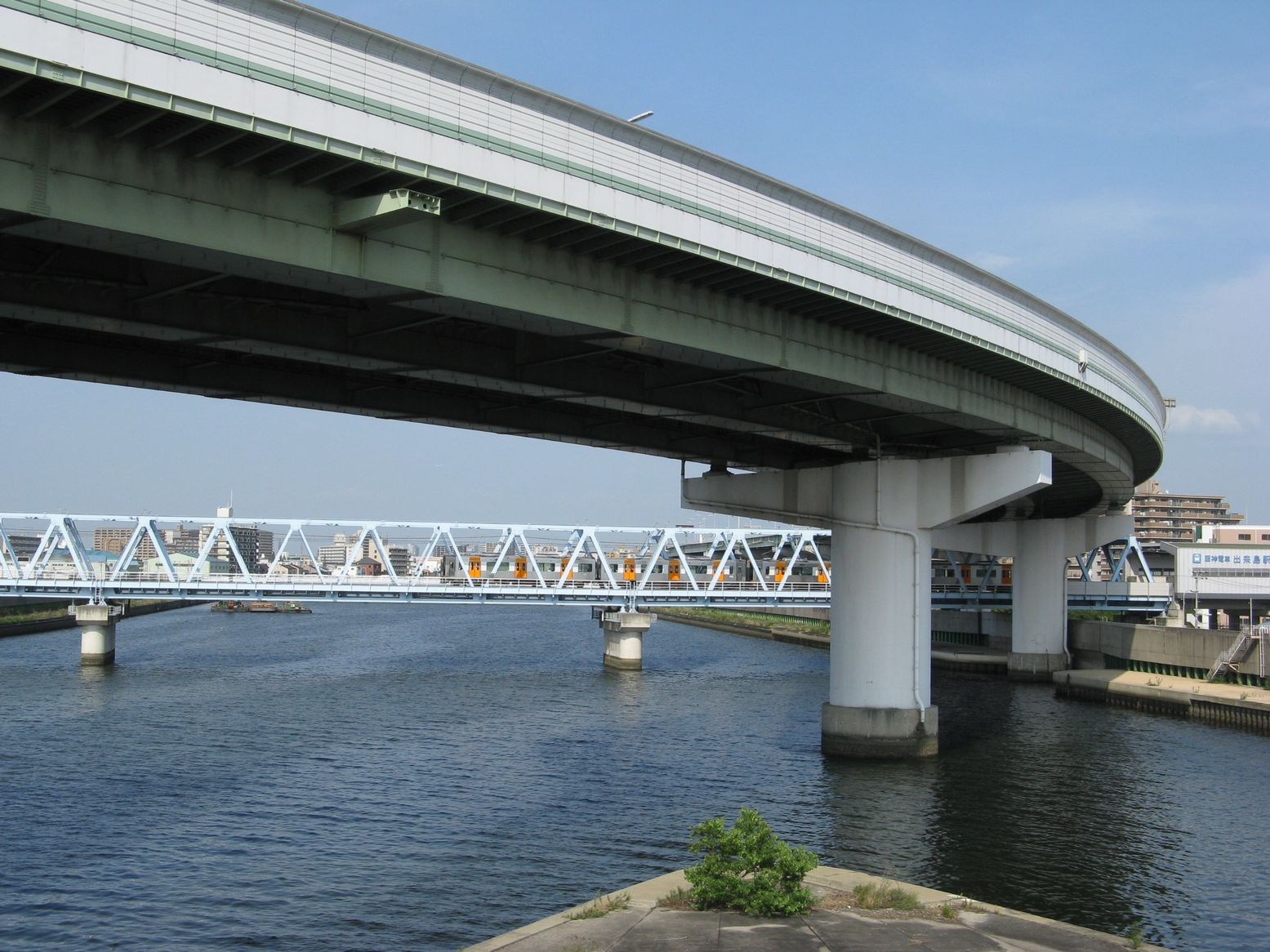
大和田出入口 - 尼崎東出口では1kmほど神崎川と並行する
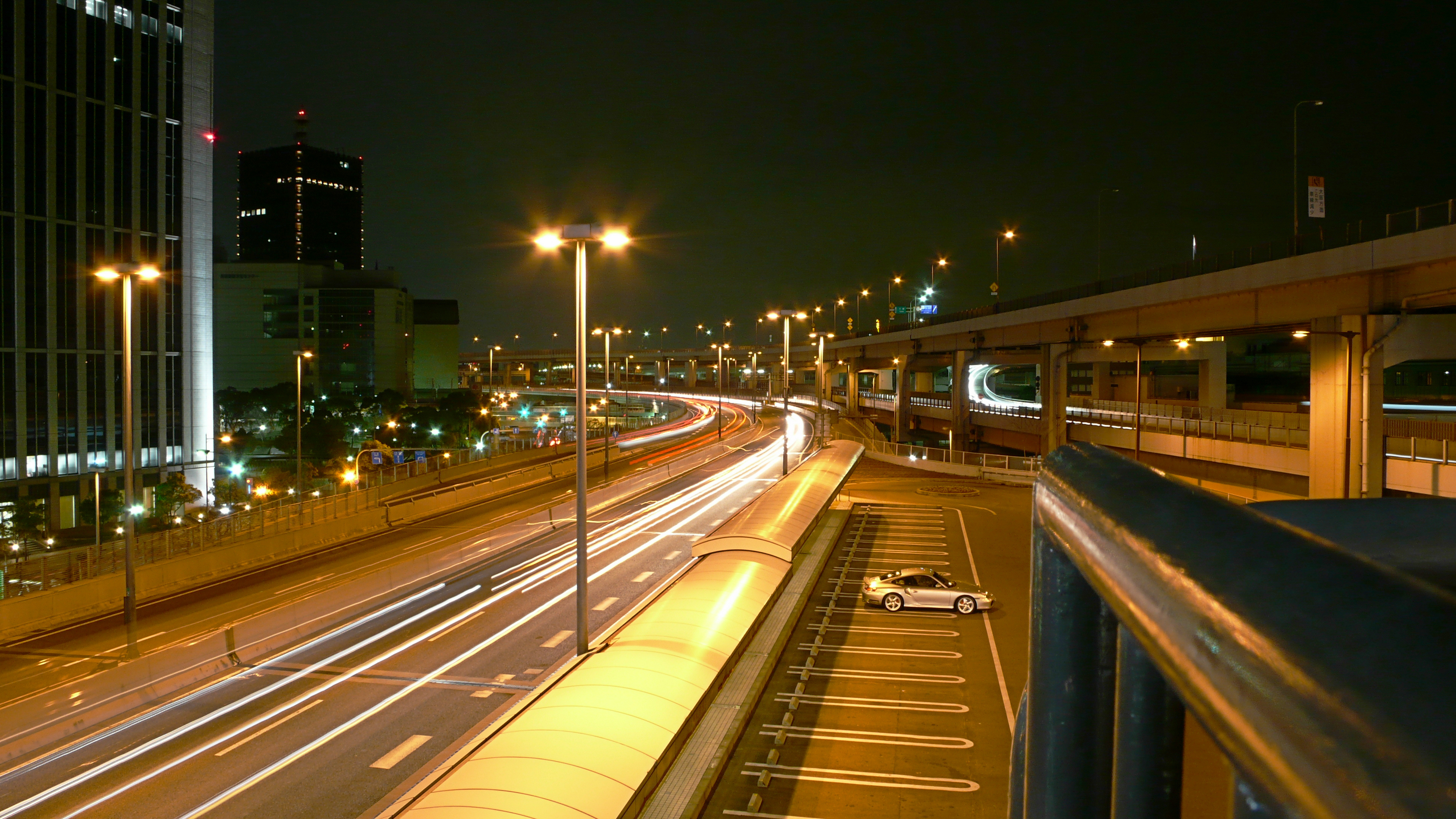
京橋PAより大阪方面を望む。右側は浜手バイパス
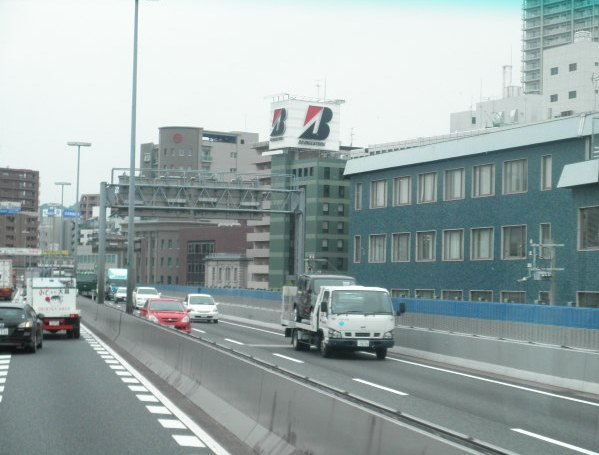
兵庫県神戸市中央区新港町で撮影
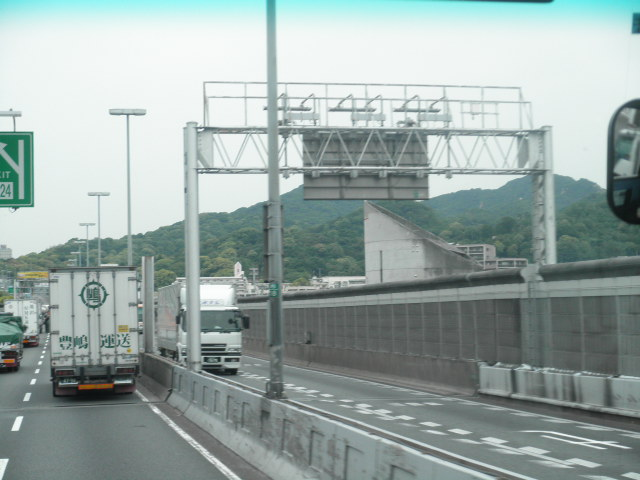
兵庫県神戸市須磨区北町1丁目で撮影